# Heterostegane lala
Heterostegane lala là một loài bướm đêm trong họ Geometridae.